# Geneviève Boehmer
Geneviève Boehmer (* 10. November 1988 in Cincinnati, Ohio) ist eine US-amerikanische Schauspielerin mit deutschen und südafrikanischen Wurzeln.

## Leben
Boehmer hat eine deutsche Mutter und einen südafrikanischen Vater. Sie lebt in München.

## Projekte
Neben einer Tagesrolle in Folge 472 (Folge 22 der Staffel 37) der Krimiserie SOKO 5113 mit dem Titel Pentagon (Erstausstrahlung am 12. März 2012 im ZDF) und zwei Nebenrollen in den Kurzfilmen Lebende Tote und The Taxi Dead spielte sie Hauptrollen in dem Teaser General Pimp und dem Filmprojekt Free Identity. 
Einem breiteren Publikum bekannt wurde sie durch ihre Nebenrolle in dem 2012 gedrehten und erstmals am 17. Februar 2013 in der ARD ausgestrahlten Wiener Tatort Zwischen den Fronten, in dem sie Mary Sherman, die Tochter des Diplomaten Marcus Sherman, spielt.

## Filmografie

### Kino
- 2011: Free Identity

### Fernsehen
- 2012: SOKO 5113 (1 Folge)
- 2013: Tatort – Zwischen den Fronten
- 2013: Mobber's End
- 2017: Der Polizist, der Mord und das Kind

### Kurzfilme
- 2011: Lebende Tote
- 2012: The Taxi Dead
- 2012: General Pimp (Teaser für Kinofilm)